# Altavilla Milicia
Altavilla Milicia (sicilià Altavilla Milicia) és un municipi italià, dins de la ciutat metropolitana de Palerm. L'any 2007 tenia 5.257 habitants. Limita amb els municipis de Casteldaccia i Trabia.

## Administració
| Període | Identitat         | Partit        |
| ------- | ----------------- | ------------- |
| 2004-   | Francesco Camarda | Llista cívica |